# Jean-Baptiste Cardon
Jean-Baptiste Cardon (* 1760 in Rethel; † 11. März 1803 in Sankt Petersburg) war ein französischer Harfenist und Komponist.

## Leben
Jean-Baptiste Cardon war ein Sohn des Geigers und Komponisten Jean-Guillain Cardon. Nachdem der Vater Hofgeiger in Versailles wurde, italianisierte dieser seinen Namen in Giovanni Battista Cardoni, hieraus entstanden in frühen Biografien, unter anderem bei François-Joseph Fétis, häufige Verwechslungen mit dem Sohn. Dieser trat hochbegabt bereits als fünfzehnjähriger Harfenist in den Dienst der Maria Theresia von Savoyen, die unter dem Namen Gräfin von Artois bekannt war. Schon früh begann er eigene Werke zu veröffentlichen, zuerst unter dem Namen Cardon fils und ab seinem op. 19 als Jean-Baptiste Cardon. In den 1780er Jahren heiratete er die Schauspielerin Charlotte-Rosalie Pitrot. Kurz vor seiner Emigration nach Russland wirkte Cardon möglicherweise in Mecklenburg-Schwerin. 
Bedingt durch die Wirren der Französischen Revolution bot Zarin Katharina II. von Russland zahlreichen Künstlern einen sicheren Aufenthalt in Sankt Petersburg, den auch Cardon annahm. Er war ab 1789 Mitglied im Orchester und Musiklehrer des Mäzens und Direktors der Kaiserlichen Theater, Graf Nikolai Petrowitsch Scheremetew. Im September 1790 wurde Cardon an den Zarenhof berufen, wo er ein Jahr später den Titel des Konzertmeisters verliehen bekam. Nach dem Ende seines Vertrages trat er in den Dienst von Pavel Petrovich, des späteren Zaren Paul I. und unterrichtete dessen Töchter im Harfenspiel.
Cardons spätere Kompositionen sind durch die russische Kultur geprägt. Ähnlich wie später der Harfenist Carl Oberthür (1819–1895) legte Cardon nun seinen Werken Melodien und Themen aus der Volksmusik zugrunde, dies nicht immer zum Gefallen der kaiserlichen Familie, die Französisch sprach und die preußische Kultur pflegte. 
Sein Lehrwerk L’Art de jouer de la harpe ist eine wichtige Fortführung der Harfenschule seines Pariser Verlegers, Harfenbauers und Komponisten Pierre-Joseph Cousineau, die ebenfalls 1784 erschien. Cardon entwickelte die Technik seines Instrumentes erheblich weiter und trug so zu einer vorher nicht gekannten Virtuosität des Harfenspiels bei.
1802 bereitete Jean-Baptiste Cardon seine endgültige Rückkehr nach Paris vor, er verblieb dort längere Zeit und reiste wenige Monate vor seinem Tod nach Sankt Petersburg zurück.

## Werke (Auswahl)
- Deux simphonies concertantes pour la harpe avec accompagnement de deux violons, alto et basse. (1787)
- Quatre Quatuors concertants pour une harpe, un violon et un violoncelle op. 20.
- 2 Trios. (1790)
- Trois sonates pour harpe avec accompagnement d’un violon op. 11 (um 1800)
- Concerto pour harpe op. 21.